# Wilhelm Girardet

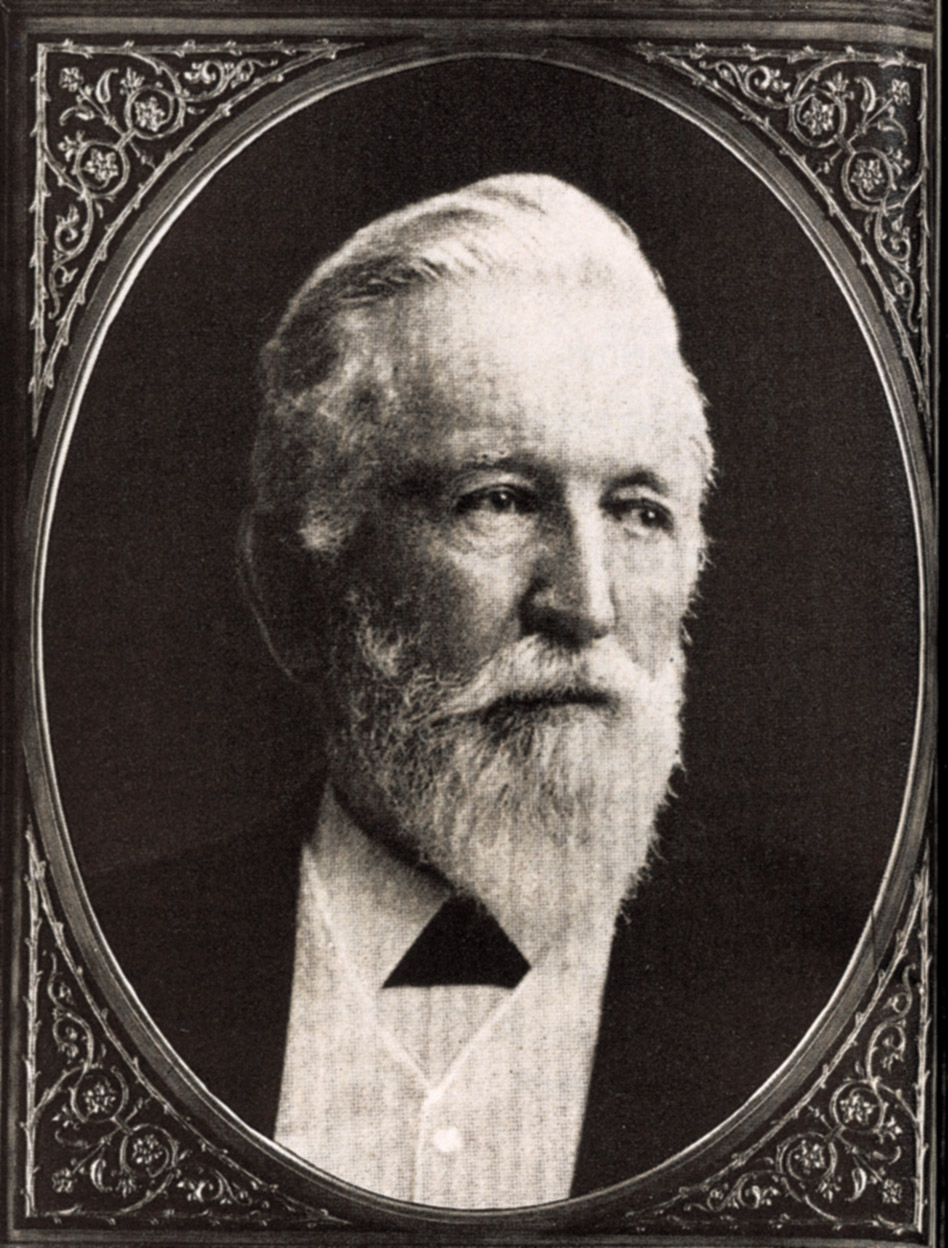
Wilhelm Girardet, Unternehmensgründer

Wilhelm Girardet (* 14. Juni 1838 in Lennep; † 4. Mai 1918 in Honnef) war ein deutscher Buchbinder, Buchdrucker und Verleger.

## Leben
Wilhelm Girardet stammte aus einer hugenottischen Familie, die aus Mizoën nach Burg bei Magdeburg eingewandert war. Sein Großvater Daniel Girardet war Schuhmachermeister in Stettin. Sein Vater Wilhelm Girardet (1804–1882) war Buchbindermeister in Lennep; seine Mutter war Anna Catharina Girardet (1808–1881).

### Wirken

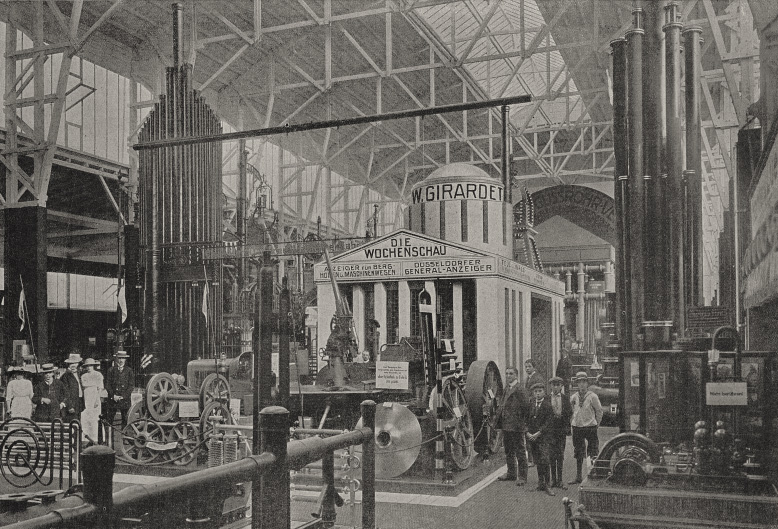
Pavillon des Verlages W. Girardet auf der Städteausstellung in Düsseldorf, 1912

Nach einer Buchbinderlehre im väterlichen Betrieb arbeitete Wilhelm Girardet fünf Jahre als Geselle in Großbritannien, Frankreich und der Schweiz. 1865 ließ er sich in Essen nieder und gründete die Graphischen Betriebe W. Girardet, aus der sich das Verlags- und Druckereiunternehmen W. Girardet KG entwickelte, in dessen Zentrum u. a. die Westdeutsche Zeitung entstand (seit 2011 Verlag W. Girardet GmbH & Co. KG). 1879 gab er erstmals den Anzeiger für Berg-, Hütten- und Maschinenwesen heraus. 1881 errichtete er einen grafischen Betrieb und gründete ein Jahr später die landwirtschaftliche Zeitschrift Feld und Wald. Er gab zudem die Verbandszeitschrift des Sauerländischen Gebirgsvereins sowie die Zeitschrift Deutschland heraus.
Er gilt neben August Huck und August Scherl als einer der Pioniere bei der Gründung von Zeitungen des Typus des General-Anzeigers im deutschsprachigen Raum, z. B. in Leipzig (Leipziger Generalanzeiger), Elberfeld (General-Anzeiger für Elberfeld-Barmen), Hamburg (General-Anzeiger für Hamburg-Altona 1888, Neue Hamburger Zeitung 1895), Chemnitz, Düsseldorf (Düsseldorfer Nachrichten) und Duisburg.
1893 gründete Girardet in Zürich zusammen mit dem früheren NZZ-Redakteur Fritz Walz den Tages-Anzeiger für Stadt und Kanton Zürich. 1902 baute er am Ufer der Sihl eine Druckerei. Damit wurde der Grundstein zum späteren Hauptsitz der Tamedia AG gelegt.
Der Unternehmer Wilhelm Girardet gilt als einer der Vorreiter auf dem Gebiet der betrieblichen Sozialleistungen, so schuf er für die Beschäftigten seines Unternehmens eine der ersten deutschen Betriebskrankenkassen – noch vor Otto von Bismarcks 1883 begonnener Sozialgesetzgebung.
Vom 1. Januar 1897 bis zum 5. November 1906 gehörte er der Essener Stadtverordnetenversammlung an. Girardet förderte Künstler und sammelte Kunst, als Anbau zu seinem privaten Wohnhaus am Essener Stadtgarten ließ er eine Kunsthalle errichten. Er war Gesellschafter der am 8. Januar 1910 gegründeten Essener Hotelgesellschaft m.b.H. Kaiserhof zum Zweck der Ausrüstung, der Einrichtung und des Betriebs eines modernen, großen Hotels, dem 1912 eröffneten Hotel Kaiserhof. Er war Mitbegründer des Essener Museums, aus dem 1922 das Museum Folkwang hervorging. Für seinen Ruhestand ließ er sich 1905/06 in Honnef (heute Bad Honnef) nach Plänen des Architekten Wilhelm von Tettau eine Villa, das Feuerschlößchen, erbauen und bezog sie im August 1906. Dort unterstützte er unter anderem den Bau der Grafenwerther Brücke (1911/12). Kurz vor seinem Umzug nach Honnef hatte er auch den Laagshof bei Ittenbach mit seinen ausgedehnten Ländereien erworben und ihn ebenfalls nach Plänen von Tettaus umbauen und wesentlich erweitern lassen, vor allem, um dort herbstliche Treffen in seinem eigenen Jagdrevier abhalten zu können. 1910 erwarb Girardet darüber hinaus in Bonn vom Deutschen Kaiserhaus die bisherige Kronprinzenvilla.

### Familie
Girardet war in erster Ehe seit 1866 mit Elise Girardet geborene Mönnigfeld (* 15. September 1845 in Lennep; † 19. Januar 1888 in Essen) verheiratet, mit der er sechs Kinder hatte. 1894 heiratete Wilhelm Girardet Gertrud Hetzer (* 8. August 1867 in Hagen; † 28. Dezember 1961 auf dem Laagshof). Aus dieser Ehe hatte er drei Kinder.
- Anna Girardet (* 18. Mai 1869 in Essen; † 25. April 1871 Essen)
- Clara Girardet (* 9. Januar 1873 in Essen; † 22. Dezember 1962 Hamburg)
- Wilhelm Girardet junior (* 15. November 1874 in Essen; † 16. Juni 1953 ebenda)
- Paul Girardet (* 6. Dezember 1878 in Essen; † 28. Juli 1970 auf Gut Buchberg in Gelting)
- Hedwig Girardet (* 25. April 1882 in Essen; † 12. Juni 1974) ∞ 1911 Herman Maximilien de Burlet
- Bertha Girardet (* 1. Juni 1884 in Essen; † 1966 in Zürich) ∞ 1905 Otto Coninx-Girardet[5]
- Hilda Girardet (* 21. Mai 1895 in Essen; † 1985)
- Kurt Girardet (* 6. März 1900 in Essen; † 1986)
- Hellmut Girardet (* 2. September 1902 in Essen; † 22. Mai 1973 in Wien)

### Ehrungen
Für sein umfangreiches soziales Engagement verlieh ihm Kaiser Wilhelm II. 1906 den Titel Kommerzienrat. Er trug den preußischen Roten Adlerorden IV. Klasse und die Ehrenbürgerwürde der Stadt Honnef (heute Bad Honnef), wo er seit 1906 seinen Wohnsitz hatte.
Nach Wilhelm Girardet wurde die Girardetstraße in Essen-Rüttenscheid benannt, an der der Essener Girardet-Stammbetrieb lag (heutiges Girardet-Haus, vgl. Weblinks), und die zuvor den Namen Gerswidastraße trug. Ebenso wurde in Bad Honnef die Girardetallee nach ihm benannt. Auch in Hamburg gibt es ein Girardet-Haus, es liegt am Gänsemarkt. An der Königsallee (Düsseldorf) liegen die Girardet-Brücke und das Girardet-Haus. Zu Ehren der Verlegerfamilie Giradet gibt es in Wuppertal-Elberfeld im Stadtbezirk Katernberg eine Girardetstraße.